# أكبر افتخاري
أكبر افتخاري (7 ديسمبر 1943 - 9 نوفمبر 2017) هو لاعب كرة قدم إيراني ومركزه لاعب وسط، لعب مع منتخب إيران لكرة القدم وشارك في كأس آسيا 1968م، حيث فاز منتخب بلاده للمرة الثانية في التاريخ، ولعب افتخاري مع نادي تاج الإيراني وبرسبوليس وعقاب.